# Gaston Gallimard
Gaston Gallimard, född 18 januari 1881 i Paris, död där 25 december 1975, var en fransk förläggare. 1908 var han med och startade tidskriften La Nouvelle Revue Française och 1911 startade han Gallimard som blev ett av 1900-talets mest inflytelserika förlag.